# Comuna Brda
Brda (Občina Brda) este o comună din Slovenia, cu o populație de 5.765 de locuitori (2002).

## Localități
Barbana, Belo, Biljana, Brdice pri Kožbani, Brdice pri Neblem, Breg pri Golem Brdu, Brestje, Brezovk, Ceglo, Dobrovo, Dolnje Cerovo, Drnovk, Fojana, Golo Brdo, Gonjače, Gornje Cerovo, Gradno, Hlevnik, Hruševlje, Hum, Imenje, Kojsko, Kozana, Kozarno, Kožbana, Krasno, Medana, Neblo, Nozno, Plešivo, Podsabotin, Pristavo, Senik, Slapnik, Slavče, Snežatno, Snežeče, Šlovrenc, Šmartno, Vedrijan, Vipolže, Višnjevik, Vrhovlje pri Kojskem, Vrhovlje pri Kožbani, Zali Breg